# Amblyomma albopictum
Amblyomma albopictum  (лат.) — вид клещей из семейства Ixodidae.
Центральная Америка: Куба, Гаити, Гондурас, Коста-Рика.
Среднего размера клещи (2—5 мм, самцы мельче). Самка: длина скутума — 2,1 (ширина — 2,5). Скутум жёлтый в задней части и более тёмный около глаз. Самец: длина капитулума — 1,1—1,2 (ширина — 0,7), длина гипостомы — 0,6 мм. Тазики I с 2 шпорами, остальные тазики несут по одной шпоре.
Паразитируют на пресмыкающихся (ящерицах и змеях). Известны находки на игуанах видов Cyclura macleayi, Cyclura cornuta (род Циклуры) и Leiocephalus carinatus, а также на гладкогубом кубинском удаве Epicrates angulifer. Все стадии развития клещей обнаружены на их видах-хозяевах.
Вид был впервые описан в 1899 году зоологом Л. Г. Ньюманном (Neumann, L. G. 1899).